# تامارا سوسنوا
تامارا سوسنوا (به انگلیسی: Tamara Sosnova) (زادهٔ ۱۸ دسامبر ۱۹۴۹) شناگر اهل روسیه است.